# Williams FW38
La Williams FW38 è una monoposto costruita dalla scuderia Williams per partecipare al Campionato mondiale di Formula 1 2016, sostituisce la FW37.

## Piloti
| Piloti ufficiali     | Piloti ufficiali | Piloti ufficiali |
| Nazione              | Nome             | Numero           |
| -------------------- | ---------------- | ---------------- |
| Brasile (bandiera)   | Felipe Massa     | 19               |
| Finlandia (bandiera) | Valtteri Bottas  | 77               |

## Caratteristiche
È stata presentata il 19 febbraio 2016 con la pubblicazione di varie immagini sui social e in seguito sul sito della scuderia. La vettura presentata è quella del 2016, a eccezione del muso che è rimasto invariato rispetto alla FW37, anche se, tra la seconda sessione di test a Barcellona e la gara inaugurale di Melbourne è previsto un grosso aggiornamento.

## Carriera agonistica

### Test
La vettura esordisce il 22 Febbraio sull'autodromo di Montmeló, a Barcellona. Dal 22 al 25 Febbraio la vettura è impegnata nei classici test precampionato guidata da entrambi i piloti titolari.

### Stagione
A inizio stagione la FW38 si dimostrò meno competitiva delle due monoposto che l'avevano preceduta: Bottas e Massa giunsero sempre a punti nelle prime cinque gare, ma mentre nelle stagioni precedenti la Williams si era affermata come terza forza in pista, nel 2016 la scuderia inglese si trovò nettamente dietro a Mercedes, Ferrari e Red Bull. Nel prosieguo della stagione, la Williams non riuscì a tenere il passo con i rivali nello sviluppo della FW38, venendo quindi raggiunta e superata nelle prestazioni e in campionato costruttori anche dalla Force India.
Bottas colse il miglior risultato stagionale in Canada, dove giunse terzo, conquistando l'unico podio stagionale per sé e per la squadra. La stagione di Massa fu più complicata: dopo le prime cinque gare il pilota brasiliano colse solo otto piazzamenti utili, facendo segnare solo diciassette punti. La Williams chiuse la stagione al quinto posto nel campionato costruttori, con 138 punti.

## Risultati F1
| Anno | Team        | Motore   | Gomme | Piloti |   |   |    |   |   |    |     |    |     |    |    |     |    |   |     |    |    |    |   |     |     | Punti | Pos. |
| ---- | ----------- | -------- | ----- | ------ | - | - | -- | - | - | -- | --- | -- | --- | -- | -- | --- | -- | - | --- | -- | -- | -- | - | --- | --- | ----- | ---- |
| 2016 | Williams F1 | Mercedes | P     | Massa  | 5 | 8 | 6  | 5 | 8 | 10 | Rit | 10 | Rit | 11 | 18 | Rit | 10 | 9 | 12  | 13 | 9  | 7  | 9 | Rit | 9   | 138   | 5º   |
| 2016 | Williams F1 | Mercedes | P     | Bottas | 8 | 9 | 10 | 4 | 5 | 12 | 3   | 6  | 9   | 14 | 9  | 9   | 8  | 6 | Rit | 5  | 10 | 16 | 8 | 11  | Rit | 138   | 5º   |